# Les Riceys

Les Riceys este o comună în departamentul Aube din nord-estul Franței. În 1 ianuarie 2022 avea o populație de 1.192 de locuitori.